# Canton de Calvi
Le canton de Calvi est une division administrative française située dans le département de la Haute-Corse et la collectivité territoriale de Corse.

## Représentation

### Conseillers généraux de 1833 à 2015
| Période | Période          | Identité                                         | Étiquette                     | Qualité |
| ------- | ---------------- | ------------------------------------------------ | ----------------------------- | --- |
| 1833    | 1845 (décès)     | Joseph Marie Buonacorsi (1761-1845)              |                               | Prêtre defroqué, magistrat Maire de Calenzana (1801-1824) Propriétaire à Calenzana                                                       |
| 1845    | 1848             | Joseph Félix (Giuseppe Felice) Colonna (de) Leca |                               | Propriétaire et viticulteur à Lumio, ancien conseiller d'arrondissement                                                                  |
| 1848    | 1852             | Pascal Hyacinthe Vincent Giubega (1789-1878)     |                               | Ancien Préfet Propriétaire à Calvi |
| 1852    | 1852 (démission) | Prince Pierre-Napoléon Bonaparte                 | Bonapartiste                  | Propriétaire à Calenzana Elu en 1852 dans les cantons de Belgodère, Calvi, Muro et Olmi-Cappella Elu en 1856 dans le Canton de Calenzana |
| 1852    | 1858             | François Flach (1792-1863)                       |                               | Auditeur au Conseil d'État Maire de Calvi (1848-1860)                                                                                    |
| 1858    | 1867             | Joseph Marie Louis de Castelli (1814-1887)       |                               | Avocat à Calvi et juge de paix à L'Île-Rousse                                                                                            |
| 1867    | 1871             | Joseph Auguste Bartoli (1817-1894)               |                               | Médecin, maire de Calvi (1841-1848) |
| 1871    | 1877             | César Bartoli                                    | Bonapartiste                  | Médecin |
| 1877    | 1888 (démission) | Martin Marchetti                                 | Républicain                   | Nommé percepteur de Calvi en 1888 |
| 1888    | 1895 (décès)     | Etienne Palasne de Champeaux                     | Républicain                   | Président de la Société d'agriculture de l'arrondissement de Calvi, Ancien sous-inspecteur des forêts, Calvi                             |
| 1896    | 1898             | Philippe Renucoli (1869-1955)                    | Républicain                   | Avocat, maire de Lumio |
| 1898    | 1910             | François Puccinelli                              | Rad.                          | Négociant - Maire de Calvi (1881-1919)                                                                                                   |
| 1910    | 1940             | Adolphe Landry                                   | Rad. puis Rad.ind.            | Professeur d'université, maire de Calvi Député (1910-1932 et 1936-1942) Sénateur (1930) Ministre (1920-1921 et 1924)                     |
|         |                  |                                                  |                               | |
| 1945    | 1951             | Adolphe Landry                                   | Rad.                          | Professeur d'université Député (1910-1932 et 1936-1942) Sénateur (1930 et 1946-1955) Ministre (1920-1921 et 1924)                        |
| 1951    | 1976             | Jean Orabona                                     | RPF puis RS puis UNR puis UDR | Médecin - Suppléant du député Antoine Sérafini (1962-1964) Député (1964-1967) Suppléant du député Jean Bozzi (1967-1973) Maire de Calvi  |
| 1976    | 1982             | Xavier Colonna (1923-1991)                       | MRG                           | Capitaine dans l'armée de terre Maire de Calvi (1974-1981, 1982-1988) Conseiller territorial (1982-1988)                                 |
| 1982    | 1988             | Chrysosthome Léandri                             | RPR                           | Chef d'entreprise à Calvi |
| 1988    | 1994             | Eugène Ceccaldi (1923-2014)                      | RPR                           | Agent immobilier Maire de Lumio (1965-2014)                                                                                              |
| 1994    | 2001             | François Galletti-Santarelli                     | DVD                           | Conseiller municipal de Calvi Conseiller territorial (2002-2004)                                                                         |
| 2001    | 2015             | Jean-Toussaint Guglielmacci                      | Non-inscrit                   | Cadre Adjoint au Maire de Calvi |

### Conseillers d'arrondissement (de 1833 à 1940)
| Période                                  | Période      | Identité                             | Étiquette       | Qualité |
| ---------------------------------------- | ------------ | ------------------------------------ | --------------- | --- |
| 1833                                     | 1836         | Anton Pietro Franceschini            |                 | Ancien conseiller général, propriétaire à Cateri                                                            |
| 1836                                     | 1845         | Giuseppe Felice Colonna Leca         |                 | Propriétaire à Lumio                                                                                        |
| 1845                                     | 1874 (décès) | Jean-Baptiste Rocca-Castellani       |                 | Négociant à Calvi                                                                                           |
|                                          |              |                                      |                 | |
| 1886                                     |              | Auguste Rocca-Castellani (1846-1914) |                 | Directeur de la pépinière départementale, propriétaire à Calvi                                              |
|                                          |              |                                      |                 | |
| 1901                                     |              | M. Savelli                           |                 | |
| 1913                                     |              | M. Puccinelli                        |                 | |
|                                          |              |                                      |                 | |
|                                          | 1940         | M. Lucchetti                         | Parti Landryste | |
| 1940                                     |              |                                      |                 | Les conseils d'arrondissement ont été suspendus par la loi du 12 octobre 1940 et n'ont jamais été réactivés |
| Les données manquantes sont à compléter. |              |                                      |                 | |

### Conseillers départementaux de 2015 à 2017
| Période élective | Période élective | Mandat | Mandat | Identité                    | Nuance | Nuance | Qualité                                                                      |
| ---------------- | ---------------- | ------ | ------ | --------------------------- | ------ | ------ | ---------------------------------------------------------------------------- |
| 2015             | 2021             | 2015   | 2017   | Jean-Toussaint Guglielmacci |        | DIV    | Cadre Premier Adjoint au Maire de Calvi                                      |
| 2015             | 2021             | 2015   | 2017   | Elisabeth Santelli          |        | DIV    | Directrice de société, conseil en entreprise et gestion du patrimoine, Zilia |

Lors des élections départementales de 2015, le binôme composé de Jean-Toussaint Guglielmacci et Elisabeth Santelli (Divers) est élu au 1er tour avec 72,30 % des suffrages exprimés, devant le binôme composé de Marie Simeoni et Jean-Charles Villanova (Divers) (15,01 %). Le taux de participation est de 60,85 % (5 526 votants sur 9 082 inscrits) contre 56,69 % au niveau départementalet 50,17 % au niveau national.

## Composition

### Composition avant 2015

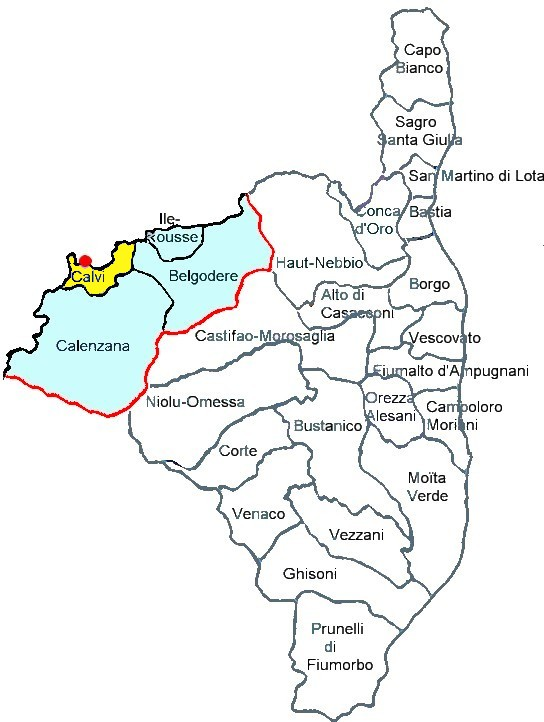
Localisation du canton de Calvi avant 2015

Le canton de Calvi regroupait 2 communes.
Ce canton est organisé autour de Calvi dans l'arrondissement de Calvi (bleuté sur la carte). Son altitude varie de 0 (Calvi) à 700 m (Calvi) pour une altitude moyenne de 126 m.
| Nom               | Code Insee | Codepostal | Superficie (km2) | Population (dernière pop. légale) | Densité (hab./km2) |
| ----------------- | ---------- | ---------- | ---------------- | --------------------------------- | ------------------ |
| Calvi (chef-lieu) | 2B050      | 20260      | 31,20            | 5 514 (2012)                      | 177                |
| Lumio             | 2B150      | 20260      | 19,18            | 1 212 (2012)                      | 63                 |

### Composition depuis 2015
| Nom                           | Code Insee | Intercommunalité    | Superficie (km2) | Population (dernière pop. légale) | Densité (hab./km2) | Modifier                                    |
| ----------------------------- | ---------- | ------------------- | ---------------- | --------------------------------- | ------------------ | ------------------------------------------- |
| Calvi (bureau centralisateur) | 2B050      | CC de Calvi Balagne | 31,20            | 5 720 (2022)                      | 183                | modifier les données · modifier les données |
| Algajola                      | 2B010      | CC de Calvi Balagne | 1,72             | 368 (2022)                        | 214                | modifier les données · modifier les données |
| Aregno                        | 2B020      | CC de Calvi Balagne | 9,30             | 594 (2022)                        | 64                 | modifier les données · modifier les données |
| Avapessa                      | 2B025      | CC de Calvi Balagne | 3,29             | 81 (2022)                         | 25                 | modifier les données · modifier les données |
| Calenzana                     | 2B049      | CC de Calvi Balagne | 182,77           | 2 571 (2022)                      | 14                 | modifier les données · modifier les données |
| Cateri                        | 2B084      | CC de Calvi Balagne | 3,18             | 249 (2022)                        | 78                 | modifier les données · modifier les données |
| Galéria                       | 2B121      | CC de Calvi Balagne | 135,16           | 388 (2022)                        | 2,9                | modifier les données · modifier les données |
| Lavatoggio                    | 2B138      | CC de Calvi Balagne | 6,86             | 156 (2022)                        | 23                 | modifier les données · modifier les données |
| Lumio                         | 2B150      | CC de Calvi Balagne | 19,18            | 1 189 (2022)                      | 62                 | modifier les données · modifier les données |
| Manso                         | 2B153      | CC de Calvi Balagne | 121,02           | 117 (2022)                        | 0,97               | modifier les données · modifier les données |
| Moncale                       | 2B165      | CC de Calvi Balagne | 7,09             | 342 (2022)                        | 48                 | modifier les données · modifier les données |
| Montegrosso                   | 2B167      | CC de Calvi Balagne | 22,78            | 417 (2022)                        | 18                 | modifier les données · modifier les données |
| Sant'Antonino                 | 2B296      | CC de Calvi Balagne | 4,10             | 132 (2022)                        | 32                 | modifier les données · modifier les données |
| Zilia                         | 2B361      | CC de Calvi Balagne | 14,01            | 314 (2022)                        | 22                 | modifier les données · modifier les données |
| Canton de Calvi               | 2B07       |                     | 561,66           | 12 638 (2022)                     | 23                 | modifier les données                        |

## Démographie

### Démographie avant 2015
| 1962  | 1968  | 1975  | 1982  | 1990  | 1999  | 2006  | 2011  | 2012  |
| ----- | ----- | ----- | ----- | ----- | ----- | ----- | ----- | ----- |
| 2 550 | 3 240 | 4 262 | 4 326 | 5 710 | 6 217 | 6 517 | 6 850 | 6 726 |

### Démographie depuis 2015
En 2022, le canton comptait 12 638 habitants, en évolution de +5,96 % par rapport à 2016 (Haute-Corse : +5,15 %, France hors Mayotte : +2,11 %).
| 2013   | 2018   | 2022   |
| ------ | ------ | ------ |
| 11 832 | 12 334 | 12 638 |